# Rivière Sauvage (rivière Felton)
Pour les articles homonymes, voir Rivière Sauvage.
La rivière Sauvage est un tributaire de la rivière Felton qui se déverse dans la Baie Sauvage au sud du Grand lac Saint-François lequel constitue le lac de tête de la rivière Saint-François.
Le cours de la rivière Sauvage traverse les territoires des municipalités de Sainte-Cécile-de-Whitton et de Saint-Romain, dans la municipalité régionale de comté (MRC) Le Granit, dans la région administrative de l'Estrie, sur la Rive-Sud du fleuve Saint-Laurent, au Québec, Canada.

## Géographie
Les principaux bassins versants voisins de rivière Sauvage sont :
- côté nord : Grand lac Saint-François, Baie Sauvage ;
- côté est : rivière Noire (rivière Felton), ruisseau Rouge ;
- côté sud : rivière Blanche (rivière Felton) ;
- côté ouest : rivière Felton, rivière Legendre (rivière Felton).

La rivière Sauvage prend sa source dans la municipalité de Sainte-Cécile-de-Whitton, à la limite municipale avec Lac-Drolet, qui est départagée par la route 263. Ce point de tête de la rivière est situé entre le "Lac à la Sangsue" (longueur : 0,8 km) et de Lac de la Souris, dans une petite vallée sur le versant est de la "montagne de la Craque". Cet endroit est situé à l'ouest du lac Mégantic, au sud du Grand lac Saint-François, au nord du Mont Sainte-Cécile, au nord du village de Sainte-Cécile-de-Whitton et au sud-ouest de la route 263.
La rivière Sauvage coule généralement en zone forestière vers l'ouest. À partir du "Lac à la Sangsue", la rivière Sauvage coule sur :
- 9,1 km vers le nord-ouest, puis l'ouest, jusqu'à la confluence avec le ruisseau Isabelle (venant du nord) ; dans ce segment, le cours de la rivière en contourne la "montagne de la Craque" et en longe (du côté sud) la route 263 ;
- 0,9 km vers le sud-ouest, jusqu'à la confluence du ruisseau du Castor (venant du sud-est) ;
- 1,4 km vers le nord-ouest, jusqu'à la confluence du ruisseau de la Languette (venant du sud) ;
- 4,8 km vers le nord-ouest, jusqu'à la route 108 qu'elle traverse à 2,4 km au sud du centre du village de Saint-Romain ;
- 4,4 km vers le nord-ouest, jusqu'à son embouchure.

La rivière Sauvage se déverse sur la rive est de la rivière Felton en face de la limite du Parc national de Frontenac, à 1,1 km en amont de l'embouchure de la rivière Felton.

## Toponymie
Jadis, ce cours d'eau était désigné rivière des Indiens.
Le toponyme Rivière Sauvage a été officiellement inscrit le 4 avril 1979 à la Commission de toponymie du Québec.